# تایدان دیا
تایدان دیا (انگلیسی: Tidiane Dia؛ زادهٔ ۱۲ آوریل ۱۹۸۵) یک بازیکن فوتبال اهل سنگال است.